# Boeing P-8
Bei der Boeing P-8 Poseidon handelt es sich um ein Seefernaufklärungs- und U-Boot-Jagdflugzeug. Das zweistrahlige Flugzeug ist das Ergebnis des „Multimission-Maritime-Aircraft“-Programms (vorübergehend auch als „MMA“ bezeichnet) der US Navy und basiert auf dem Kurz- und Mittelstreckenflugzeug Boeing 737-800. Bei der US Navy und der deutschen Marine ersetzt die P-8 die P-3-Orion-Flotte. Als erster Exportkunde verwendet Indien für die Maschine den Beinamen Neptune. Poseidon ist in der griechischen, Neptun in der römischen Mythologie der Gott des Meeres.

## Geschichte

### Entwicklung
Die Entwicklung der P-8 lässt sich bis Mitte der 1980er-Jahre zurückverfolgen. Damals suchte die US-Marine nach einem möglichen Nachfolger für die P-3 und begann, die Anforderungen an solch eine Maschine zu definieren. Die primäre Forderung war dabei die Senkung der Betriebskosten im Vergleich zur P-3. Diese litt unter einer vergleichsweise starken Materialermüdung, weshalb die neue Maschine über eine Flugzeugzelle mit einer hohen Lebenserwartung verfügen sollte. Des Weiteren wurden eine erhöhte Reichweite bzw. eine verlängerte Patrouillendauer sowie ein geringeres Gesamtgewicht gefordert. 1989 vergab dann die Marine einen Entwicklungsauftrag an Lockheed, der den Bau von zwei Prototypen umfasste. Diese als P-7 bezeichneten Maschinen wurden allerdings nie gebaut, da 1990 Lockheed der Auftrag wieder entzogen wurde, nachdem eine Kostenüberschreitung von 300 Millionen US-Dollar eingeräumt werden musste.
Nach dem Ende des Kalten Krieges und den daraus resultierenden Kürzungen im Verteidigungsbudget wurde die Suche nach einem Nachfolger für die P-3 zunächst aufgegeben. Die Lebensdauer der Flugzeugzelle wurde zunächst mit verschiedenen Modernisierungsprogrammen verlängert. Als sich andeutete, dass dies auf die Dauer ebenfalls sehr teuer würde, wurde im Jahre 2000 ein neues Entwicklungsprogramm begonnen – das Multimission Maritime Aircraft Program. Im Gegensatz zu den ursprünglichen Anforderungen wurde dabei auf die Gewichtsreduzierung verzichtet, da man bereit war, dies für höhere Reichweiten und Einsatzzeiten in Kauf zu nehmen. Des Weiteren wurden die Anforderungen im Bereich Avionik und Kommunikationssystem erhöht. Neu im Lastenheft war zudem die Forderung, dass die neuen Maschinen UAVs ohne zusätzliche bodengestützte Anlagen steuern können sollten.

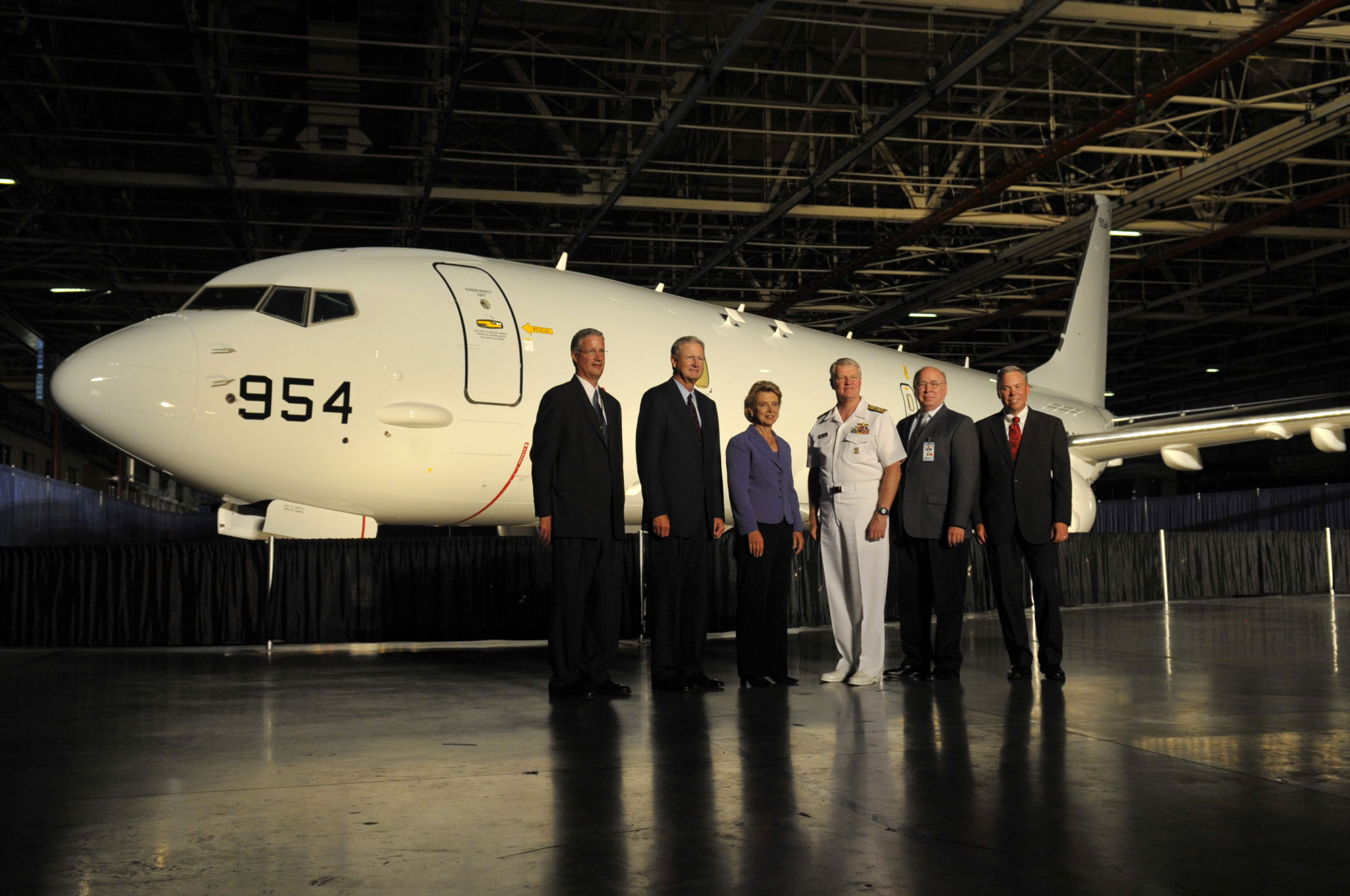
Rollout der P-8A „Poseidon“, Reg. …954 (30. Juli 2009)

Zunächst nahmen nur Boeing und Lockheed Martin an dem neuen Wettbewerb teil. Lockheed schlug dabei die sogenannte Orion 21 vor, bei der es sich um eine komplett überarbeitete Version der alten Turboprop-P-3 handelte. Derweil ging Boeing einen anderen Weg und legte einen Vorschlag vor, der eine Modifizierung ihres 737-800ERX-Verkehrsflugzeugs vorsah. 2001 stieg BAE Systems mit der Nimrod MRA.4 in den laufenden Wettbewerb ein. Sie boten eine modernisierte Variante der alten Nimrod MR.Mk.2 von 1969 an, die bereits für die britische Marine neu entwickelt wurde. Allerdings zog sich BAE im Oktober 2002 aus dem Wettbewerb zurück, da man erkannt hatte, dass es politisch nicht möglich gewesen wäre, sich gegen die US-amerikanischen Konkurrenten durchzusetzen. Schließlich gewann am 14. Juni 2004 Boeing den Wettbewerb.
Nachdem der US-Hersteller das 3,9 Mrd. US-Dollar schwere MMA-Programm für sich entscheiden konnte, gab die US Navy am 8. Juli 2004 die ersten fünf Maschinen in Auftrag. Anfang August 2008 wurde die Montage des ersten Prototyps P-8A-T1 im Werk Renton abgeschlossen. Daraufhin wurde in Seattle mit der Instrumentierung sowie mit verschiedenen Bodentests begonnen. Am 25. April 2009 absolvierte die erste P-8A ihren Erstflug, so dass sie spätestens ab 2013 die Lockheed P-3 ablösen konnte. Abwurftests von Sonarbojen begannen im Oktober 2010 auf der NAS Patuxent River. Am 19. Juli 2011 startete die erste Vorserienmaschine aus dem sechs Flugzeuge umfassenden LRIP1-Vorserienvertrag in Renton zu ihrem Erstflug. Insgesamt plant die US Navy, 108 Flugzeuge zu beschaffen, wodurch sich die Kosten auf etwa 15 Milliarden US-Dollar belaufen. Neben Boeing sind als Zulieferer auch Raytheon, Northrop Grumman, Spirit AeroSystems, GE Aviation Systems, Marshall Aerospace, CFMI, BAE Systems und Marotta beteiligt. Aufgrund der Absage von Lockheed Martin, das „Aerial Common Sensor“-Projekt weiterzuentwickeln, benutzt Boeing nun ein Linux-System von Wind River Systems für die Aufklärungs- und Missionssysteme.
Die P-8 wurde von den Test and Evaluation Squadrons VX-1 und VX-20 erprobt, die auf der Naval Air Station Patuxent River in Maryland stationiert sind. Am 3. Februar 2012 nahm erstmals eine P-8 an einer Übung der US-Marine teil, wobei insgesamt 34 Übungseinsätze im Rahmen von „Bold Alligator“ geflogen wurden. Das Testprogramm der US Navy wurde Anfang April 2013 abgeschlossen. Die P-8 wurde auf der Dubai Airshow 2013 erstmals auf einer internationalen Luftfahrtschau einem größeren Publikum vorgeführt. Am 29. November 2013 erreichte die P-8 Poseidon ihre Initial Operating Capability (IOC).

### Produktion

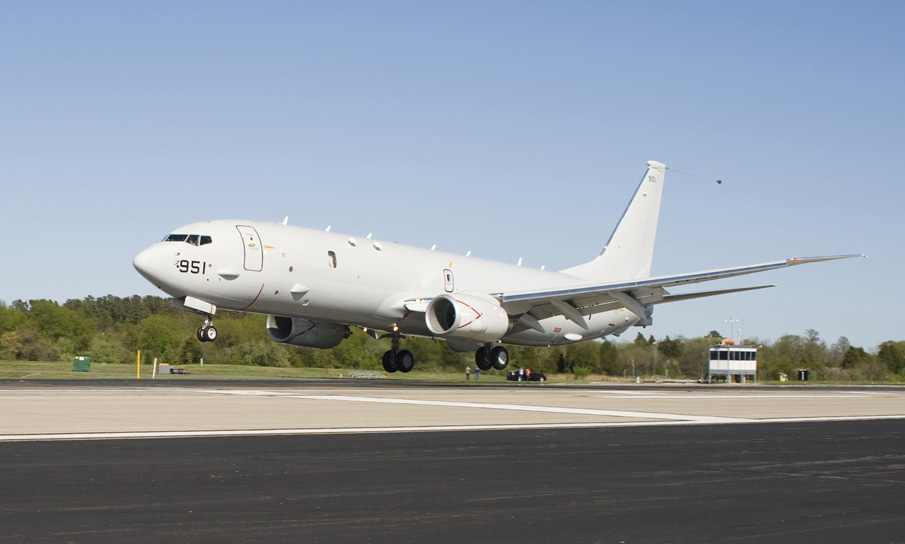
Prototyp T(Test)-1 der P-8A „Poseidon“, Reg. …951 (April 2010)

Bis Juni 2019 wurden 116 „Poseidon“ ausgeliefert, davon 95 an die United States Navy (inklusive einer Bruchzelle sowie eines weiteren statischen Versuchsträgers), 11 an die Royal Australian Air Force sowie acht an die indische Marine.
| MSN                                   | LN   | BuNo    | Betreiber                  | Auslieferung      | Anmerkung                               | Test-Registrierung |
| ------------------------------------- | ---- | ------- | -------------------------- | ----------------- | --------------------------------------- | ------------------ |
| 34395                                 | 2722 | –       | United States Navy         | Dezember 2008     | Statische Zelle, mittlerweile zerlegt   |                    |
| 34398                                 | 3069 | –       | US Navy                    | Dezember 2009     | Statisch genutzt, nicht mehr in Betrieb |                    |
| 34394                                 | 2599 | 167951  | US Navy                    | August 2008       | –                                       | N541BA             |
| 34396                                 | 2814 | 167953  | US Navy                    | Juni 2009         | –                                       | N441BA             |
| 34397                                 | 2931 | 167954  | US Navy                    | September 2009    | –                                       | N397DS             |
| 40594                                 | 3324 | 167952  | US Navy                    | Oktober 2010      | –                                       | N327DS             |
| 40595                                 | 3426 | 167955  | US Navy                    | Januar 2011       | –                                       | N328DS             |
| 40596                                 | 3522 | 167956  | US Navy                    | April 2011        | –                                       | N391DS             |
| 40808                                 | 3612 | 168428  | US Navy                    | Juli 2011         | –                                       | N392DS             |
| 40809                                 | 3792 | 168429  | US Navy                    | Dezember 2011     | –                                       | N397DS             |
| 40810                                 | 3879 | 168430  | US Navy                    | März 2012         | –                                       | N398DS             |
| 40811                                 | 3916 | 168431  | US Navy                    | April 2012        | –                                       | N507DS             |
| 40812                                 | 3969 | 168432  | US Navy                    | Mai 2012          | –                                       | N516DS             |
| 40813                                 | 4055 | 168433  | US Navy                    | August 2012       | –                                       | N530DS             |
| 40814                                 | 4099 | 168434  | US Navy                    | September 2012    | –                                       | N532DS             |
| 40815                                 | 4141 | 168435  | US Navy                    | Oktober 2012      | –                                       | N533DS             |
| 40816                                 | 4219 | 168436  | US Navy                    | Dezember 2012     | –                                       | N536DS             |
| 40817                                 | 4256 | 168437  | US Navy                    | Februar 2013      | –                                       | N537DS             |
| 40818                                 | 4294 | 168438  | US Navy                    | März 2013         | –                                       | N327DS             |
| 40819                                 | 4331 | 168439  | US Navy                    | April 2013        | –                                       | N539DS             |
| 40820                                 | 4366 | 168440  | US Navy                    | Mai 2013          | –                                       | N708DS             |
| 42250                                 | 4547 | 168754  | US Navy                    | November 2013     | –                                       | N736DS             |
| 42251                                 | 4609 | 168755  | US Navy                    | Januar 2014       | –                                       | N740DS             |
| 42252                                 | 4673 | 168756  | US Navy                    | Februar 2014      | –                                       | N753DS             |
| 42253                                 | 4728 | 168757  | US Navy                    | März 2014         | –                                       | N755DS             |
| 42254                                 | 4768 | 168758  | US Navy                    | April 2014        | –                                       | N758DS             |
| 42255                                 | 4813 | 168759  | US Navy                    | Mai 2014          | –                                       | N762DS             |
| 42256                                 | 4898 | 168760  | US Navy                    | Juli 2014         | –                                       | N768DS             |
| 42257                                 | 4938 | 168761  | US Navy                    | August 2014       | –                                       | N771DS             |
| 42258                                 | 4978 | 168762  | US Navy                    | September 2014    | –                                       | N780DS             |
| 42259                                 | 5020 | 168763  | US Navy                    | Oktober 2014      | –                                       | N781DS             |
| 42260                                 | 5098 | 168764  | US Navy                    | November 2014     | –                                       | N783DS             |
| 44140                                 | 5138 | 168848  | US Navy                    | Dezember 2014     | –                                       | N784DS             |
| 44141                                 | 5178 | 168849  | US Navy                    | Februar 2015      | –                                       | N785DS             |
| 44142                                 | 5218 | 168850  | US Navy                    | Februar 2015      | –                                       | N789DS             |
| 44143                                 | 5262 | 168851  | US Navy                    | März 2015         | –                                       | N790DS             |
| 44144                                 | 5298 | 168852  | US Navy                    | April 2015        | –                                       | N715DS             |
| 44145                                 | 5338 | 168853  | US Navy                    | Juni 2015         | –                                       | N717DS             |
| 44146                                 | 5368 | 168854  | US Navy                    | Juni 2015         | –                                       | N722DS             |
| 44147                                 | 5398 | 168855  | US Navy                    | Juli 2015         | –                                       | N729DS             |
| 44148                                 | 5428 | 168856  | US Navy                    | Juli 2015         | –                                       | N805DS             |
| 44149                                 | 5458 | 168857  | US Navy                    | August 2015       | –                                       | N590DS             |
| 44150                                 | 5478 | 168858  | US Navy                    | September 2015    | –                                       | N591DS             |
| 44151                                 | 5542 | 168860  | US Navy                    | Oktober 2015      | –                                       | N593DS             |
| 44152                                 | 5510 | 168859  | US Navy                    | September 2015    | –                                       | N592DS             |
| 44938                                 | 5567 | 168996  | US Navy                    | November 2015     | –                                       | N595DS             |
| 44939                                 | 5623 | 168998  | US Navy                    | Dezember 2015     | –                                       | N598DS             |
| 44940                                 | 5656 | 168999  | US Navy                    | Januar 2016       | –                                       | N910DS             |
| 44941                                 | 5680 | 169000  | US Navy                    | Januar 2016       | –                                       | N914DS             |
| 44942                                 | 5587 | 168997  | US Navy                    | November 2015     | –                                       | N597DS             |
| 44943                                 | 5740 | 169002  | US Navy                    | März 2016         | –                                       | N934DS             |
| 44944                                 | 5765 | 169003  | US Navy                    | März 2016         | –                                       | N935DS             |
| 44945                                 | 5796 | 169004  | US Navy                    | April 2016        | –                                       | N936DS             |
| 44946                                 | 5851 | 169005  | US Navy                    | Mai 2016          | –                                       | N941DS             |
| 44947                                 | 5880 | 169006  | US Navy                    | Juni 2016         | –                                       | N942DS             |
| 44948                                 | 5903 | 169007  | US Navy                    | Juli 2016         | –                                       | N943DS             |
| 44949                                 | 5936 | 169008  | US Navy                    | Juli 2016         | –                                       | N944DS             |
| 44950                                 | 6020 | 169010  | US Navy                    | September 2016    | –                                       | N957DS             |
| 44951                                 | 5963 | 169009  | US Navy                    | August 2016       | –                                       | N949DS             |
| 44952                                 | 5712 | 169001  | US Navy                    | Februar 2016      | –                                       | N931DS             |
| 44953                                 | 6048 | 169011  | US Navy                    | Oktober 2016      | –                                       | N958DS             |
| 62288                                 | 5823 | A47-001 | Royal Australian Air Force | Mai 2016          | –                                       | N940DS             |
| 62289                                 | 5993 | A47-002 | Royal Australian Air Force | September 2016    | –                                       | N956DS             |
| 62290                                 | 6076 | A47-003 | Royal Australian Air Force | November 2016     | –                                       | N959DS             |
| 62291                                 | 6104 | 169324  | US Navy                    | November 2016     | –                                       | N960DS             |
| 62292                                 | 6132 | 169325  | US Navy                    | Dezember 2016     | –                                       | N962DS             |
| 62293                                 | 6216 | A47-004 | Royal Australian Air Force | Februar 2017      | –                                       | N974DS             |
| 62294                                 | 6244 | 169328  | US Navy                    | März 2017         | –                                       | N964DS             |
| 62295                                 | 6273 | 169329  | US Navy                    | März 2017         | –                                       | N968DS             |
| 62296                                 | 6300 | 169330  | US Navy                    | April 2017        | –                                       | N843DS             |
| 62297                                 | 6356 | 169331  | US Navy                    | Juni 2017         | –                                       | N852DS             |
| 62298                                 | 6160 | 169326  | US Navy                    | Januar 2017       | –                                       | N969DS             |
| 62299                                 | 6189 | 169327  | US Navy                    | Februar 2017      | –                                       | N963DS             |
| 62698                                 | 6385 | 169332  | US Navy                    | Juni 2017         | –                                       | N848DS             |
| 63179                                 | 6328 | A47-005 | Royal Australian Air Force | Mai 2017          | –                                       | N832DS             |
| 63180                                 | 6412 | 169333  | US Navy                    | Juli 2017         | –                                       | N838DS             |
| 63181                                 | 6440 | 169334  | US Navy                    | August 2017       | –                                       | N839DS             |
| 63182                                 | 6468 | A47-006 | Royal Australian Air Force | August 2017       | –                                       | N849DS             |
| 63183                                 | 6492 | 169335  | US Navy                    | September 2017    | –                                       | N854DS             |
| 63184                                 | 6532 | 169336  | US Navy                    | Oktober 2017      | –                                       | N857DS             |
| 63185                                 | 6560 | 169337  | US Navy                    | Oktober 2017      | –                                       | N858DS             |
| 63186                                 | 6595 | 169338  | US Navy                    | November 2017     | –                                       | N860DS             |
| 63187                                 | 6623 | A47-007 | Royal Australian Air Force | Dezember 2017     | –                                       | N862DS             |
| 63188                                 | 6658 | 169339  | US Navy                    | Januar 2018       | –                                       | N863DS             |
| 63189                                 | 6687 | 169340  | US Navy                    | Januar 2018       | –                                       | N864DS             |
| 63190                                 | 6720 | 169341  | US Navy                    | Februar 2018      | –                                       | N869DS             |
| 63191                                 | 6750 | A47-008 | Royal Australian Air Force | Februar 2018      | Eingelagert                             | N872DS             |
| 63192                                 | 6784 | 169342  | US Navy                    | März 2018         | –                                       | N874DS             |
| 63193                                 | 6812 | 169343  | US Navy                    | April 2018        | –                                       | N873DS             |
| 63194                                 | 6846 | 169344  | US Navy                    | April 2018        | –                                       | N304DS             |
| 63195                                 | 6876 | 169345  | US Navy                    | Juni 2018         | –                                       | N308DS             |
| 63196                                 | 6909 | 169346  | US Navy                    | Juni 2018         | –                                       | N318DS             |
| 63197                                 | 6941 | 169347  | US Navy                    | Juni 2018         | –                                       | N322DS             |
| 63198                                 | 6974 | 169348  | US Navy                    | Juli 2018         | –                                       | N323DS             |
| 63758                                 | 7004 | 169349  | US Navy                    | August 2018       | –                                       | N328DS             |
| 63759                                 | 7044 | 169426  | US Navy                    | August 2018       | –                                       | N332DS             |
| 64073                                 | 7074 | 169542  | US Navy                    | September 2018    | –                                       | N348DS             |
| 64074                                 | 7114 | 169543  | US Navy                    | Oktober 2018      | –                                       | N347DS             |
| 64075                                 | 7144 | 169544  | US Navy                    | November 2018     | –                                       | N360DS             |
| 64076                                 | 7184 | 169545  | US Navy                    | Dezember 2018     | –                                       | N364DS             |
| 64077                                 | 7219 | 169546  | US Navy                    | Dezember 2018     | –                                       | N368DS             |
| 64078                                 | 7289 | 169548  | US Navy                    | Februar 2019      | –                                       | N383DS             |
| 64079                                 | 7359 | 169549  | US Navy                    | März 2019         | –                                       | N392DS             |
| 64080                                 | 7462 | 169573  | US Navy                    | Mai 2019          | –                                       | N410DS             |
| 64083                                 | 7254 | 169547  | US Navy                    | Januar 2019       | –                                       | N374DS             |
| 64165                                 | 7324 | A47-009 | Royal Australian Air Force | März 2019         | –                                       | N391DS             |
| 64166                                 | 7392 | A47-010 | Royal Australian Air Force | April 2019        | –                                       | N397DS             |
| 64167                                 | 7427 | A47-011 | Royal Australian Air Force | April 2019        | –                                       | N398DS             |
| 40610                                 | 3702 | IN320   | Indische Marine            | September 2011    | –                                       | N393DS             |
| 40611                                 | 4014 | IN321   | Indische Marine            | Juli 2012         | –                                       | N521DS             |
| 40612                                 | 4181 | IN322   | Indische Marine            | November 2012     | –                                       | N535DS             |
| 40613                                 | 4399 | IN323   | Indische Marine            | Juni 2013         | –                                       | N718DS             |
| 40614                                 | 4445 | IN324   | Indische Marine            | Juli 2013         | –                                       | N720DS             |
| 40615                                 | 4481 | IN325   | Indische Marine            | September 2013    | –                                       | N726DS             |
| 40616                                 | 4859 | IN326   | Indische Marine            | Juni 2014         | –                                       | N763DS             |
| 40617                                 | 5058 | IN327   | Indische Marine            | November 2014     | –                                       | N782DS             |
| 4…                                    | .    | .       | …                          | …                 | –                                       | .                  |
| 4…                                    | .    | .       | Royal Air Force (UK)       | Ende Oktober 2019 | –                                       | .                  |
| 4…                                    | .    | .       | Royal Air Force (UK)       | bis Anfang 2022   | –                                       | .                  |
| 4…                                    | .    | .       | Royal Air Force (UK)       | bis Anfang 2022   | –                                       | .                  |
| 4…                                    | .    | .       | Royal Air Force (UK)       | bis Anfang 2022   | –                                       | .                  |
| 4…                                    | .    | .       | Royal Air Force (UK)       | bis Anfang 2022   | –                                       | .                  |
| 4…                                    | .    | .       | Royal Air Force (UK)       | bis Anfang 2022   | –                                       | .                  |
| 4…                                    | .    | .       | Royal Air Force (UK)       | bis Anfang 2022   | –                                       | .                  |
| 4…                                    | .    | .       | Royal Air Force (UK)       | bis Anfang 2022   | –                                       | .                  |
| 4…                                    | .    | .       | Royal Air Force (UK)       | bis Anfang 2022   | –                                       | .                  |
| Stand 27. Juni 2019 + Lieferung an UK |      |         |                            |                   |                                         |                    |

## Konstruktion

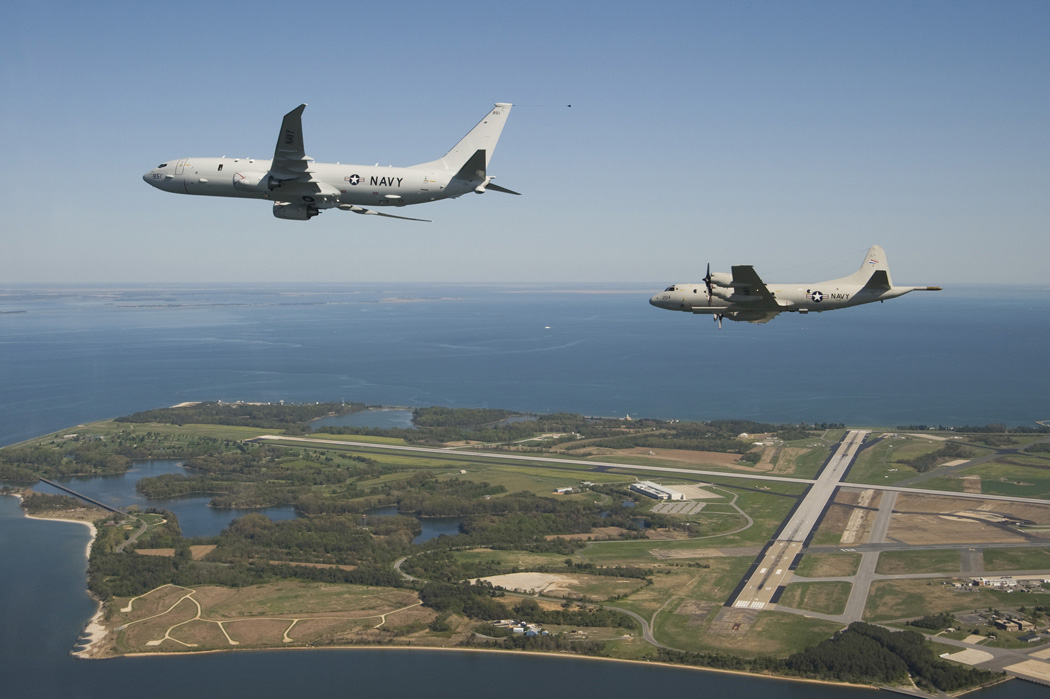
Erprobungsflug einer P-8A (links) über Patuxent River, rechts eine Lockheed P-3 Orion (April 2010)

Die P-8 Poseidon basiert auf der Zivilmaschine Boeing 737. Der von der Version 737-800 stammende Rumpf wurde verstärkt, um der erhöhten Beanspruchung Rechnung zu tragen und einen Waffenschacht integrieren zu können. Auch die umfangreichen Sensoranlagen, deren Antennenanlagen entlang der Rumpfunterseite sichtbar sind, sowie die Avionik machten diese Verstärkung notwendig. An den von der Boeing 737-900 stammenden Tragflächen können ebenfalls Waffen mitgeführt werden.
Als wichtigstes Element der Überwachungsausrüstung gilt das synthetische Breitbandradar Raytheon AN/APY-10 (JETDS-Bezeichnung), eine Weiterentwicklung des AN/APS-137-Radars mit verringertem Energie- und Raumbedarf.

## Versionen
- P-8A: Basisversion für die US-Navy, dient auch für den Export nach Australien, Kanada und Deutschland.
- P-8I: Exportversion der P-8A für die indische Marine, die einen Bedarf von 12 bis 16 Maschinen hat. Teile der Elektronik stammen dabei aus indischer Produktion. Ein weiterer Hauptunterschied zwischen der P-8A und P-8I ist, dass letztere ein zweites APY-10-Radar im Rumpfheck besitzt, das somit eine 360°-Rundumsicht bietet.
- EP-8: Nicht realisierte SIGINT-Variante der P-8 als Ersatz für die veraltete Lockheed EP-3E Aries. Die US-Navy prüfte die Anschaffung von 19 bis 26 Maschinen im Rahmen des EP-X-Programms, brach dieses aber zugunsten einer unbemannten Plattform ab.[16]
- P-8 AGS: Eine von Boeing 2010 angebotene „Airborne Ground Surveillance“ Version für die U.S. Air Force, als Ersatz für die E-8 Joint STAR, nachdem die E-10 MC2A gestrichen worden war. Der Entwurf, bei dem ein AESA-Radar im Rumpf und Sensorpods an den Tragflächen verbaut werden würde, gilt als Alternative zur Modernisierung der E-8-Flotte.[17]

## Nutzer
Australien

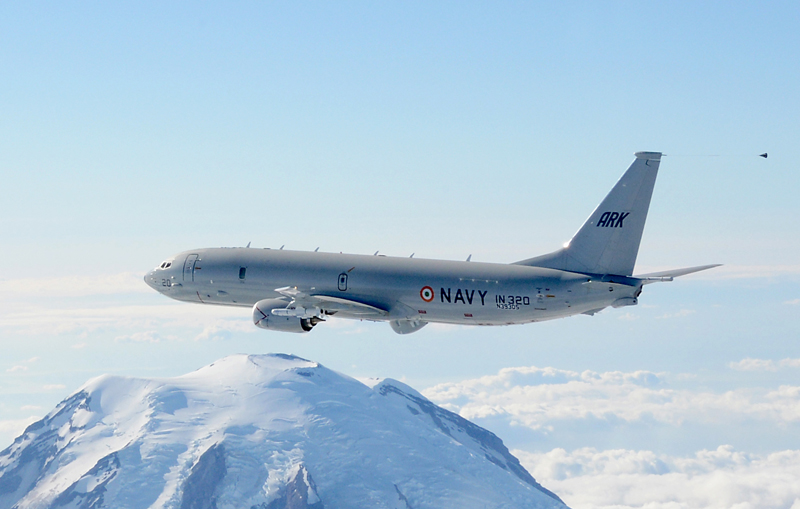
P-8I der indischen Marine über dem Mount Rainier, „IN320“ (2012)

14 P-8A „Poseidon“. Die Royal Australian Air Force plante zunächst, acht P-8A und sechs MQ-4C Triton zu leasen, um wie auch die U.S. Navy die P-8 im Netzwerk mit UAV einzusetzen. Letztendlich wurden die Leasingpläne verworfen und im Februar 2014 bestellte Australien dann zunächst acht Poseidons für 3,6 Mrd. US-Dollar, wobei die Frage der UAVs offenblieb. Diese acht und vier 2016 nachbestellte Exemplare wurden zwischen November 2016 und Dezember 2019 ausgeliefert, um die AP-3C Orion bis 2023 zu ersetzen. Das im Februar 2016 veröffentlichte Weißbuch sieht langfristig eine Flottenzielgröße von 15 Flugzeugen vor, inzwischen (Ende 2020) sind 14 bestellt.
Die australischen P-8A sind auf der RAAF Base Edinburgh stationiert, die Einsatzstaffel ist die 11. Squadron während die 292. Squadron der Ausbildung dient.
 Deutschland
8 P-8A bestellt. Die Bundeswehr hat acht P-8A bestellt, die vom Marinefliegergeschwader 3 „Graf Zeppelin“ betrieben werden sollen. Sie dienen als Ersatz für acht P-3C Orion, die die Bundeswehr 2004 gebraucht gekauft hatte und die zum Zeitpunkt ihrer Indienststellung bereits über 20 Jahre alt waren. Heimatbasis soll der Marinefliegerhorst Nordholz werden. Laut der 2024 abgeschlossenen Trinity-House-Verteidigungsvereinbarung sollen die deutschen P-8s zusätzlich auch regelmäßig von dem britischen P-8-Stützpunkt RAF Lossiemouth aus operieren. Der Stützpunkt in Schottland soll dabei zum einen als vorgeschobene Einsatzbasis für Überwachungsflüge über dem Nordatlantik fungieren, wo sich die für die NATO strategisch wichtige GIUK-Lücke befindet, zum anderen sollen Synergien in der Form gemeinsamer Ausbildung und Übungen ausgenutzt werden.
Im März 2021 genehmigte das Außenministerium der Vereinigten Staaten eine deutsche Kauf-Anfrage über fünf Flugzeuge. Für die Beschaffung, ihre Ausrüstung und die entsprechende Unterstützung durch die US-Streitkräfte beim Training hat der Haushaltsausschuss des Deutschen Bundestags am 23. Juni 2021 1,43 Milliarden Euro freigegeben. Boeing hatte bereits Mitte Juni 2021 eine Absichtserklärung mit der ESG Elektroniksystem- und Logistik-GmbH und der Lufthansa Technik AG unterzeichnet, um bei der Systemintegration, dem Training sowie bei der Wartung und Überholung für die deutschen P-8A zu kooperieren. Ende Juni 2021 wurde ein Kaufvertrag mit einem Volumen von rund 1,1 Milliarden Euro über fünf P-8A unterzeichnet. Um die Auslieferung zu beschleunigen, wird das Geschäft im Rahmen der Foreign Military Sales abgewickelt; die Flugzeuge werden dafür zunächst von der US Navy gekauft, die entsprechende Bestellung wurde von Boeing am 28. September 2021 bestätigt. Die erste Maschine soll voraussichtlich 2024 an die US Navy ausgeliefert werden, anschließend werden die von Deutschland bestellten Missionspakete eingebaut. Durch das nach dem russischen Überfall auf die Ukraine 2022 eingerichtete Sondervermögen Bundeswehr in Höhe von einhundert Milliarden Euro sollten sieben weitere Flugzeuge finanziert werden. Somit hätte die Deutsche Marine insgesamt zwölf Flugzeuge erhalten. Ende Oktober 2022 wurde bekannt, dass voraussichtlich nur drei zusätzliche Seefernaufklärer gekauft werden können. Am 17. November 2023 wurden die Gelder für die 3 Seefernaufklärer gebilligt. Am 27. Februar 2025 veröffentlichte Boeing bei Instagram ein Video vom Jungfernflug der ersten P-8 für die Deutsche Marine. Die Auslieferung der ersten Maschinen an Deutschland ist ab Frühjahr 2025 geplant.
 Indien
12 P-8I „Neptune“ in drei Tranchen bestellt und im Zulauf (6 weitere geplant). Am 2. Januar 2009 entschied sich die indische Marine zur Beschaffung von acht P-8I-Maschinen, die ab dem 29. März 2017 die Tu-142 ersetzten. Das Auftragsvolumen des P-8I-Exports betrug etwa 2,1 Mrd. US-Dollar, wobei der Stückpreis bei etwa 200 Mio. US-Dollar liegt. Boeing plant eine Minderheitsbeteiligung indischer Firmen mit einem Anteil von rund 30 %. Die Bestellung wurde im Juli 2016 auf zwölf Maschinen erhöht. Der Erstflug fand am 28. September 2011 und die erste Übergabe am 20. Dezember 2012 beim Hersteller statt. Die erste P-8I traf am 15. Mai 2013 auf ihrer ersten Einsatzbasis in Indien ein. Die acht ursprünglichen Exemplare wurden bis 2015 ausgeliefert und die folgenden laufen inzwischen zu. Sechs weitere sind geplant.
Die P-8I werden seit 2013 von der Indian Naval Air Squadron 312 (INAS 312), stationiert auf der Indian Naval Station Rajali (INS Rajali) in der Nähe Arakkonams und seit Ende 2021 zusätzlich von der INAS 316 auf INS Hansa bei Goa betrieben.
 Kanada
14 (plus 2 Optionen), Auswahlentscheidung 2023. Kanada bekundete bereits im Projektstadium Interesse an der P-8. Auch hier wird die P-3-Flotte, die in der Version CP-140 Aurora mit der Elektronik der Lockheed S-3 genutzt wird, abgelöst werden. Ein „Letter of Request“ für bis zu 16 P-8A erging im März 2023 an die US-Regierung und im November des Jahres erfolgte die Auswahlentscheidung. Die Auslieferungen sind für 2026/27 geplant.
 Neuseeland
4 P-8A „Poseidon“. Neuseeland hatte im Frühjahr 2017 Preise und Lieferzeiten bei der US-Regierung für vier P-8A angefragt und die Bestellung dann im folgenden Sommer in Auftrag gegeben. Im August 2022 führte die erste der vier Maschinen der Royal New Zealand Air Force ihren Erstflug durch und die Auslieferung begann Ende 2022. Im Juli 2023 wurde die letzte Maschine geliefert.
Im Unterschied zu ihren auf der RNZAF Base Auckland beheimateten P-3K2-Vorgängern sind die P-8A der 5. Squadron auf der RNZAF Base Ohakea stationiert.
 Norwegen
5 P-8A „Poseidon“. Das Beschaffungsvorhaben für die Luftforsvaret wurde im November 2016 bekannt, und die Bestellung erfolgte im folgenden März. Die Flugzeuge tragen die Namen „Vingtor“, „Viking“, „Ulabrand“, „Hugin“ und „Munin“. Im August 2021 führte die erste der fünf Maschinen ihren Erstflug durch, und bereits im Mai 2022 waren drei der fünf Exemplare auf ihrer neuen Heimatbasis eingetroffen.
Die Maschinen, die von der 333. Skvadron betrieben werden, sind nicht wie ihre P-3-Vorgänger in Andøya, sondern in Evenes bei Narvik stationiert.
 Südkorea
6 P-8A „Poseidon“. Südkorea bestellte 2018 sechs der Flugzeuge, die nach ihrer Auslieferung zu Schulzwecken zunächst noch in den USA verblieben. Die Überführung aller Exemplare nach Südkorea erfolgte in zwei kurz aufeinanderfolgenden Wellen im Sommer 2024 und der Einsatzflugbetrieb wurde ein Jahr später aufgenommen.
Der Betreiber ist die dem 6. Marinefliegergeschwader in Pohang unterstellte 61. Patrouillengruppe auf der Marinefliegerbasis Jeju.
 Vereinigtes Königreich
9 Poseidon MRA.1 (P-8A). Im Rahmen der Veröffentlichung ihres neuen Weißbuchs gab die Regierung ihrer Majestät im November 2015 die geplante Beschaffung von neun P-8A für die Royal Air Force an, die Bestellung erfolgte im Juli 2016. Der Erstflug des ersten Exemplars erfolgte drei Jahre später und wenige Monate später Ende Oktober 2019 begann die Auslieferung für das anfängliche Crew Training auf der US-Naval Air Station Jacksonville. Das erste Flugzeug traf Anfang Februar 2020 im schottischen Kinloss ein und Mitte Oktober 2020 erfolgte die Verlegung auf die endgültigen Basis RAF Lossiemouth, deren Start- und Landebahnen zuvor instand gesetzt worden waren. Die ersten sieben Exemplare wurden auf die Namen „Pride of Moray“, „City of Elgin“, „Terence Bulloch DSO DFC“, „Spirit of Reykjavik“, „Fulmar“, „Guernsey’s Reply“ und „William Barker VC“ getauft. Anfang 2022 waren alle Exemplare ausgeliefert.
Die beiden Poseidon-Verbände sind die in RAF Lossiemouth liegenden 120. und 201. Squadron.
 Vereinigte Staaten
123 P-8A „Poseidon“ im Zulauf. Die US-amerikanische Marine plante zunächst die Anschaffung von insgesamt 114 P-8As, die in das neue Maritime Surveillance UAV-System integriert werden. Dieses soll ab 2010 die kontinuierliche Seeüberwachung ermöglichen. Dafür werden zusätzlich 68 UAVs vom Typ MQ-4C nötig, die dann von fünf Standorten aus operieren sollen: Hawaii, Diego Garcia, Jacksonville (Florida), Kadena Air Base (Japan) und Sigonella (Italien). Die MQ-4C (seinerzeit als RQ-4N bezeichnet) konnte sich nach einem dreijährigen Auswahlverfahren im August 2008 gegen die Konkurrenzmuster MQ-1C und MQ-9N durchsetzten. Die P-8A werden einen Großteil der operativen Einsatzleitung für die MQ-4C übernehmen.
Am 17. Juni 2009 gab die US-Navy bekannt, dass sie für 1,8 Mrd. US-Dollar neun weitere Maschinen anschaffen wolle, wodurch sich die gesamte Flottenstärke auf 123 Maschinen erhöht.
Die Initial Operating Capability der Poseidon wurde im November 2013 auf der NAS Jacksonville in Florida erreicht, wo die erste Serienmaschine Anfang März 2012 eingetroffen war. Die Schulstaffel ist die Fleet Replacement Squadron VP-30, die auch für die P-3C- und MQ-4C-Ausbildung verantwortlich zeichnet. Die sechs „Ostküsten“-Einsatzstaffeln wurden zwischen Mitte 2012 und Mitte 2016 aufgestellt, bei ihnen handelt es sich in der Reihenfolge ihrer Aufstellung um die Patrol Squadrons VP-16, VP-5, VP-45, VP-8, VP-10 und VP-26.
Nach der erfolgten Umrüstung der Staffeln am Atlantik begann die Umrüstung der geplanten sechs „Westküsten“-Einsatzstaffeln auf der NAS Whidbey Island 2017. Die Umrüstung der Staffeln VP-4, VP-47, VP-9, VP-1, VP-46 und VP-40 erfolgte bis 2020.
Im Kommando-Bereich des United States Pacific Commands werden die Misawa Air Base in Nord-Japan und die Kadena Air Base in Okinawa für mehrmonatige Rotationen von Staffeln aus den USA genutzt. Im Dezember 2013 kam es zu einer ersten Rotation der VP-45 aus Jacksonville. Im Bereich der NATO gibt es insbesondere zeitweilige Verlegungen nach Keflavík. Andere Flugplätze wie RAF Lossiemouth oder NAS Sigonella werden ebenfalls genutzt.

### Interessenten
Italien
2004 bekundete Italien Interesse an der P-8 als Ersatz für die Breguet Atlantic. Die Pläne zur Anschaffung wurden allerdings 2008 aufgegeben und eine kostengünstigere Alternative auf ATR-72-Basis beschafft.

## Zwischenfälle
- 20. November 2023: Die P-8A mit der Bureau Number 169561 der Patrol Squadron VP-4 rollte bei der Landung auf der Marine Corps Base Hawaii über das Ende der Landebahn hinaus ins flache Meer. Die neun Besatzungsangehörigen blieben unverletzt.[69] Die US Navy gab 1,5 Millionen Euro für eine Bergungsaktion zwei Wochen später aus. Nach der Bergung stellte sich heraus, dass durch Kontakt mit Salzwasser massive Korrosionsschäden an der Struktur, den Triebwerken und der Elektronik entstanden waren. Daher wurde eine Instandsetzung verworfen und die Maschine verschrottet. Dies war der erste Totalverlust einer P-8.[70]

## Technische Daten

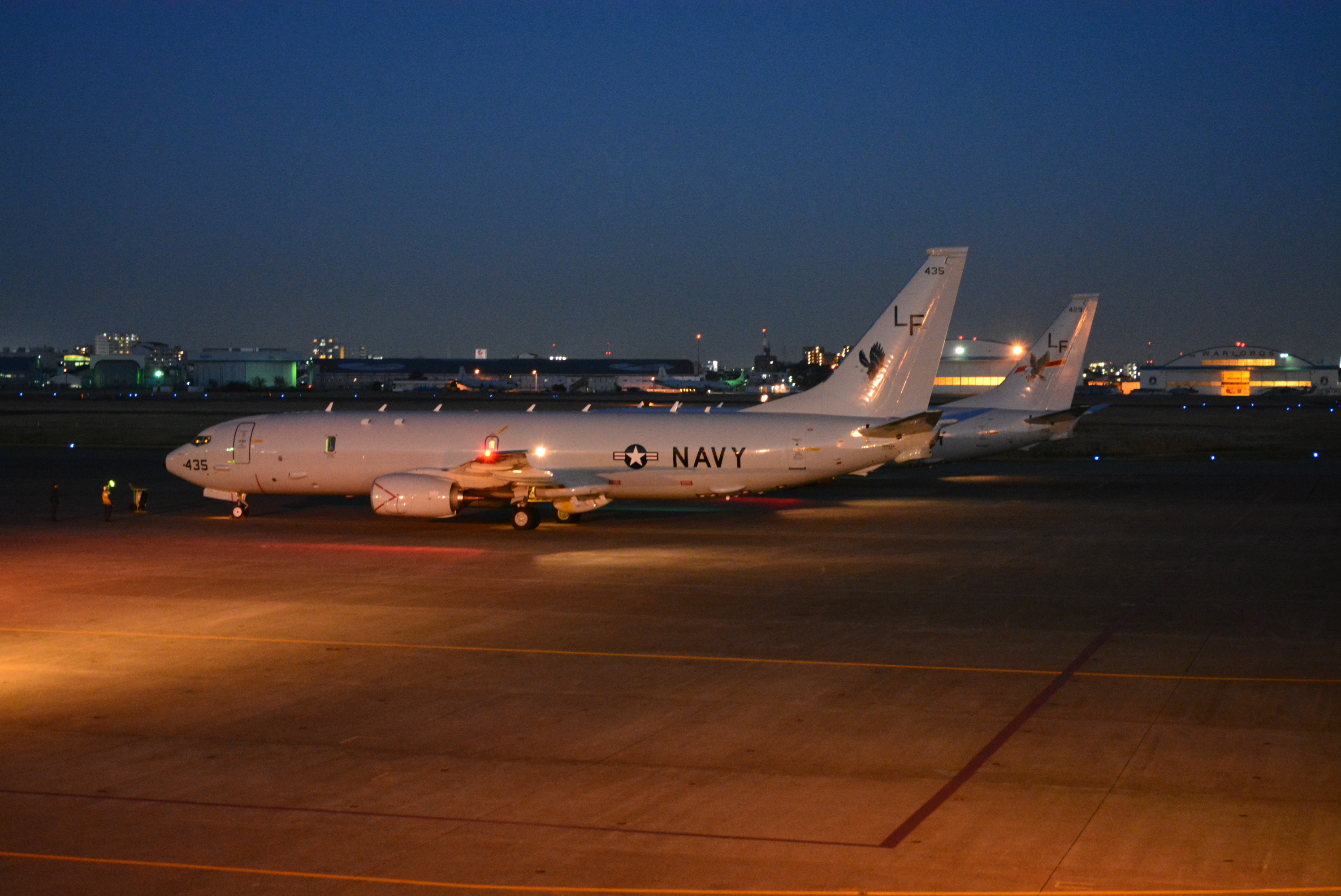
Auf der NAF Atsugi in Japan stationierte P-8A der US-Navy

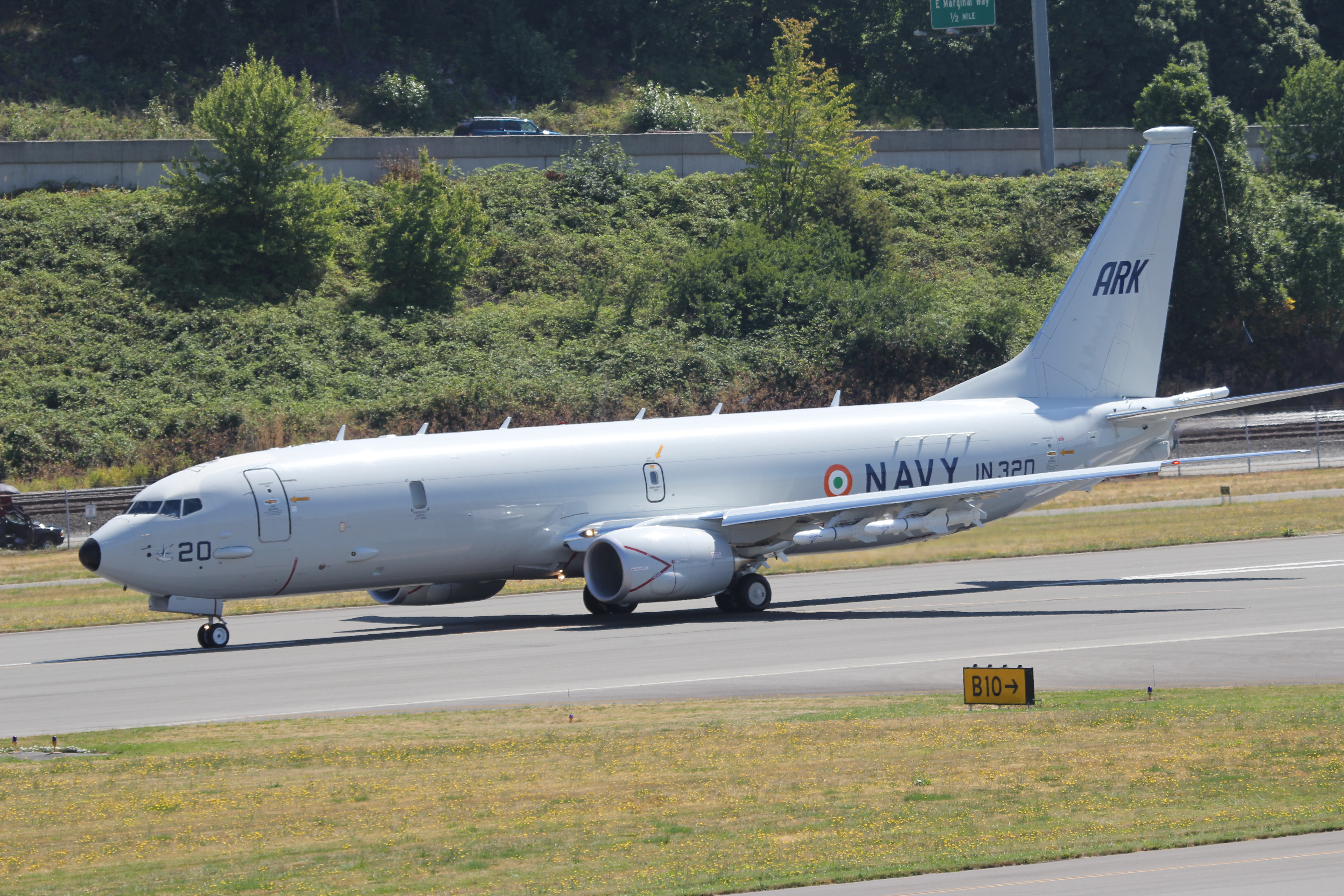
Indische P-8I mit Harpoon-Schiff-Abwehrraketen

| Kenngröße             | Daten                                                |
| --------------------- | ---------------------------------------------------- |
| Besatzung             | 2 Cockpitbesatzung, 7 Operatoren                     |
| Länge                 | 39,47 m                                              |
| Spannweite            | 37,64 m                                              |
| Höhe                  | 12,83 m                                              |
| Leermasse             | 62.730 kg                                            |
| max. Startmasse       | 85.130 kg                                            |
| Höchstgeschwindigkeit | 906 km/h                                             |
| Marschgeschwindigkeit | 789 km/h                                             |
| Dienstgipfelhöhe      | 12.500 m                                             |
| Einsatzradius         | 2.200 km (bei 4 Std. Aufenthaltsdauer im Zielgebiet) |
| Antrieb               | zwei CFM International CFM56-7B mit je 120 kN Schub  |

### Bewaffnung
Folgende Bewaffnungsoptionen sind für die P-8 geplant:
Kampfmittel bis zu ca. 2.500 kg in einem 4,7 Meter langen internen Waffenschacht mittig im hinteren Rumpfabschnitt
Luft-Boden-Lenkflugkörper
- 5 × Boeing AGM-84K „SLAM-ER ATA“ – Marschflugkörper gegen Landziele oder Schiffe
- 5 × Boeing AGM-84L „Harpoon Block II“ – Seezielflugkörper

Torpedos
- 5 × Raytheon Mark 54 MAKO (Durchmesser 324 mm, Leichtgewichts-Hybrid-Torpedo)

Ungelenkte Bomben
- 3–5 × unbekannter Wasserminen-Typ

Kampfmittel bis zu ca. 2.000 kg an vier Außenlaststationen unter den beiden Tragflächen
Luft-Boden-Lenkflugkörper
- 4 × Boeing AGM-84K „SLAM-ER ATA“
- 4 × Boeing AGM-84L „Harpoon Block II“ – Seezielflugkörper

### Avionik und Sensorik
Mehrzweck-Suchradar
- Raytheon AN/APY-10

Elektronische Aufklärungs- und Abwehrmaßnahmen
- AN/AAR-54 – Raketenwarner
- AN/AAQ-24 – System für Gegenmaßnahmen im infraroten Bereich
- AN/ALE-47 – Abwurfsystem für Täuschkörper
- AN/ALQ-213 – Management-System für sämtliche Abwehr-Subsysteme
- AN/ALQ-240 – Empfang und Identifizierung von elektronischen Signalen in sämtlichen Frequenzbereichen